# Glauia chopardi
Glauia chopardi är en insektsart som beskrevs av Bolívar, I. 1912. Glauia chopardi ingår i släktet Glauia och familjen Pamphagidae. Inga underarter finns listade i Catalogue of Life.